# Monica Maughan
Monica Maughan (Nuku'alofa, 15 de setembro de 1933 – Melbourne, 8 de janeiro de 2010) foi uma atriz australiana, com notáveis e bem conhecidos papéis no cinema, teatro e televisão.